# جاینت اسکالوپ
جاینت اسکالوپ (نام علمی: Placopecten magellanicus) نام یک گونه از تیره شانه‌گونان است.